# Portsmouth (West Yorkshire)
Portsmouth – wieś w Anglii, w hrabstwie ceremonialnym West Yorkshire, w dystrykcie metropolitalnym Calderdale. Leży 41 km na zachód od miasta Leeds i 283 km na północny zachód od Londynu.